# Bundestagswahlkreis Waiblingen
Der Wahlkreis Waiblingen (Wahlkreis 264, vor 2009: Wahlkreis 265) ist seit 1949 ein Bundestagswahlkreis in Baden-Württemberg.

## Wahlkreis
Der Wahlkreis umfasst den Südteil des Rems-Murr-Kreises mit den Gemeinden Alfdorf, Berglen, Fellbach, Kaisersbach, Kernen im Remstal, Korb, Leutenbach, Plüderhausen, Remshalden, Rudersberg, Schorndorf, Schwaikheim, Urbach, Waiblingen, Weinstadt, Welzheim, Winnenden und Winterbach.

## Wahlkreisgeschichte
| Wahl      | Wahlkreisname  | Gebiet |
| --------- | -------------- | --- |
| 1949      | 12 Waiblingen  | Landkreis Waiblingen |
| 1953–1961 | 174 Waiblingen | Landkreis Waiblingen |
| 1965–1972 | 177 Waiblingen | Landkreis Waiblingen |
| 1976      | 177 Waiblingen | vom Rems-Murr-Kreis die Gemeinden Berglen, Fellbach, Kaisersbach, Kernen im Remstal, Korb, Leutenbach, Plüderhausen, Remshalden, Rudersberg, Schorndorf, Schwaikheim, Urbach, Waiblingen, Weinstadt, Welzheim, Winnenden und Winterbach          |
| 1980–1998 | 168 Waiblingen | vom Rems-Murr-Kreis die Gemeinden Alfdorf, Berglen, Fellbach, Kaisersbach, Kernen im Remstal, Korb, Leutenbach, Plüderhausen, Remshalden, Rudersberg, Schorndorf, Schwaikheim, Urbach, Waiblingen, Weinstadt, Welzheim, Winnenden und Winterbach |
| 2002–2005 | 265 Waiblingen | vom Rems-Murr-Kreis die Gemeinden Alfdorf, Berglen, Fellbach, Kaisersbach, Kernen im Remstal, Korb, Leutenbach, Plüderhausen, Remshalden, Rudersberg, Schorndorf, Schwaikheim, Urbach, Waiblingen, Weinstadt, Welzheim, Winnenden und Winterbach |
| seit 2009 | 264 Waiblingen | vom Rems-Murr-Kreis die Gemeinden Alfdorf, Berglen, Fellbach, Kaisersbach, Kernen im Remstal, Korb, Leutenbach, Plüderhausen, Remshalden, Rudersberg, Schorndorf, Schwaikheim, Urbach, Waiblingen, Weinstadt, Welzheim, Winnenden und Winterbach |

## Wahlkreisabgeordnete
| Wahl | Abgeordneter | Abgeordneter          | Partei | Stimmen in % |
| ---- | ------------ | --------------------- | ------ | ------------ |
| 1949 |              | Karl Georg Pfleiderer | FDP    |              |
| 1953 |              | Karl Georg Pfleiderer | FDP    |              |
| 1957 |              | Friedrich Fritz       | CDU    |              |
| 1961 |              | Carl Roesch           | SPD    |              |
| 1965 |              | Friedrich Fritz       | CDU    |              |
| 1969 |              | Manfred Wende         | SPD    |              |
| 1972 |              | Manfred Wende         | SPD    |              |
| 1976 |              | Paul Laufs            | CDU    |              |
| 1980 |              | Paul Laufs            | CDU    |              |
| 1983 |              | Paul Laufs            | CDU    |              |
| 1987 |              | Paul Laufs            | CDU    |              |
| 1990 |              | Paul Laufs            | CDU    |              |
| 1994 |              | Paul Laufs            | CDU    |              |
| 1998 |              | Paul Laufs            | CDU    |              |
| 2002 |              | Joachim Pfeiffer      | CDU    |              |
| 2005 |              | Joachim Pfeiffer      | CDU    |              |
| 2009 | 43,0         | Joachim Pfeiffer      | CDU    |              |
| 2013 | 51,5         | Joachim Pfeiffer      | CDU    |              |
| 2017 | 36,8         | Joachim Pfeiffer      | CDU    |              |
| 2021 |              | Christina Stumpp      | CDU    | 29,0         |
| 2025 | 37,7         | Christina Stumpp      | CDU    |              |

## Wahlergebnisse

### Bundestagswahl 2025
Bereits ab Frühjahr 2024 konnten Delegierte und Kandidaten für die turnusgemäß auf den 25. September 2025 terminierte Bundestagswahl 2025 gewählt werden. Von den drei bisherigen Bundestagsabgeordneten des Wahlkreises treten zwei wieder an. Anfang Juli 2024 wurde MdB Christina Stumpp, Gewinnerin des Direktmandates 2021 und seit 2022 stellvertretende Generalsekretärin der CDU, wieder für den Wahlkreis aufgestellt und zudem auf Landeslistenplatz 5. Aufgrund der Änderung des Wahlrechts zur Verkleinerung des Bundestags mit Streichung von Überhangmandaten wird nicht mehr jedem Wahlkreissieger automatisch ein Direktmandat zugeteilt, so dass die nach Prozentanteil schwächsten Wahlkreissiege der im Bundesland stärksten Partei verfallen können falls diese mehr Wahlkreise gewinnt als der Zweitstimmenanteil abdeckt. In diesem Fall bekommt auch niemand über die Landesliste ein Mandat.
Ende Juli 2024 wurde von der FDP im Rems-Murr-Kreis sowohl MdB Stephan Seiter erneut für den Wahlkreis (im November auch auf Landeslistenplatz 9) nominiert, als auch Ruben Hühnerbein im benachbarten „Zwei-Kreise-Wahlkreis“ Backnang – Schwäbisch Gmünd (und Platz 29). Bei der Aufstellung der Landesliste der AfD Baden-Württemberg Anfang Oktober unterlag MdB Jürgen Braun in der Wahl für Platz 6, bekam keinen Listenplatz und verzichtete auf eine dritte Wahlkreisbewerbung zumal der Kreisverbandsvorsitzende Lars Haise auf Landeslistenplatz 10 erfolgreich war. Der Schorndorfer Stadtrat wurde später auch als AfD-Direktkandidat nominiert.
Ab 6. November 2024 kam durch den Bruch der Ampelkoalition eine vorgezogene Neuwahl bereits im Februar 2025 in die Diskussion. Für die Grünen kandidierte Sarah Heim auch auf Listenplatz 23. Die SPD schickte erneut Urs Abelein ins Rennen, im Wahlkreis 264 Waiblingen und auf Landeslistenplatz 35.
Der Kreiswahlausschuss des Wahlkreises Nr. 264 Waiblingen hatte zwar am 24. Januar 2025 alle neun eingereichten Vorschläge zur Bundestagswahl am 23. Februar 2025 zugelassen, es standen jedoch nur acht Kreiswahlvorschläge für die Erststimme im Wahlkreis Waiblingen auf dem Stimmzettel da der Regionalrat Philip Köngeter zwar vom Kreiswahlausschuss als Wahlkreiskandidat der Piratenpartei zugelassen wurde, der Landeswahlausschuss jedoch noch am selben Tag entschieden hat, die Piratenpartei in Baden-Württemberg nicht zuzulassen, weil die nötigen Unterschriften von Unterstützenden fehlten. Zur Bundestagswahl 2025 am 23. Februar wurden im Wahlkreis somit 8 Direktkandidaten und landesweit 16 Parteilisten zugelassen. 
Christina Stumpp (CDU) verteidigte den Wahlkreissieg, bekam mit 37,7 % der Erststimmen ein Direktmandat das nicht mehr automatisch für den Wahlsieg zugeteilt wird, sondern nur den besten Bewerbern, mit Anzahl gemäß landesweiter Zweitstimmendeckung. Sechs Wahlkreissieger der CDU in BaWü gingen leer aus, die erfolgreichen CDU-Kandidaten erzielten 35,0 bis 42,8 % der Erststimmen. Ex-Lokführer Lars Haise kommt wie bislang Jürgen Braun über die AfD-Landesliste zum Zug. Die FDP verfehlte bundesweit die 5%-Hürde, Stephan Seiter bekommt somit kein Mandat mehr. Mit einer Wahlbeteiligung von 84,19 % ergab sich folgendes Ergebnis:
| Kandidaten                                            | Kandidaten                    | Parteien/Listen     | Erststimmen | Erststimmen | Zweitstimmen | Zweitstimmen |
| Kandidaten                                            | Kandidaten                    | Parteien/Listen     | Stimmen     | %           | Stimmen      | %            |
| ----------------------------------------------------- | ----------------------------- | ------------------- | ----------- | ----------- | ------------ | ------------ |
|                                                       | Christina Stumppgewählt im WK | CDU                 | 69.223      | 37,7        | 61.351       | 33,3         |
|                                                       | Urs Abelein                   | SPD                 | 31.594      | 17,2        | 26.984       | 14,7         |
|                                                       | Sarah Heim                    | GRÜNE               | 22.702      | 12,4        | 23.496       | 12,8         |
|                                                       | Stephan Seiter                | FDP                 | 10.519      | 5,7         | 12.485       | 6,8          |
|                                                       | Lars Haise                    | AfD                 | 33.167      | 18,1        | 34.225       | 18,6         |
|                                                       | Avra Emin                     | Die Linke           | 9.725       | 5,3         | 10.731       | 5,8          |
|                                                       | Brigitte Aldinger             | dieBasis            | 2.092       | 1,1         | 893          | 0,5          |
|                                                       | Dirk Manske                   | FREIE WÄHLER        | 4.714       | 2,6         | 2.350        | 1,3          |
|                                                       | –                             | Tierschutzpartei    | –           | –           | 1.686        | 0,9          |
|                                                       | –                             | Die PARTEI          | –           | –           | 705          | 0,4          |
|                                                       | –                             | Volt                | –           | –           | 1.161        | 0,6          |
|                                                       | –                             | ÖDP                 | –           | –           | 329          | 0,2          |
|                                                       | –                             | Bündnis C           | –           | –           | 373          | 0,2          |
|                                                       | –                             | MLPD                | –           | –           | 79           | 0,0          |
|                                                       | –                             | BÜNDNIS DEUTSCHLAND | –           | –           | 215          | 0,1          |
|                                                       | –                             | BSW                 | –           | –           | 7.032        | 3,8          |
| Gesamt                                                | Gesamt                        | Gesamt              | 183.736     | 100         | 184.095      | 100          |
|                                                       |                               |                     |             |             |              |              |
| Ungültige Stimmen                                     | Ungültige Stimmen             | Ungültige Stimmen   | 1.227       | 0,7         | 868          | 0,5          |
| Wähler                                                | Wähler                        | Wähler              | 184.963     | 84,2        | 184.963      | 84,2         |
| Wahlberechtigte                                       | Wahlberechtigte               | Wahlberechtigte     | 219.692     |             | 219.692      |              |
|                                                       |                               |                     |             |             |              |              |
| Quellen: Die Bundeswahlleiterin, Kandidaten – Stimmen |                               |                     |             |             |              |              |

### Bundestagswahl 2021
Fünf der sechs im Bundestag vertretenen Parteien haben im Wahlkreis Waiblingen ihre Kandidatenplätze zur Bundestagswahl 2021 neu besetzt, nur die AfD schickte wieder MdB Jürgen Braun ins Rennen, im Wahlkreis und auf Landeslistenplatz 10. Auf ähnlich aussichtsreichen Plätzen wurden die Kandidaten der Linken und der FDP aufgestellt, während die Vertreter von SPD und CDU keine Landeslistenplätze innehatten. Joachim Pfeiffer war für die CDU erneut nominiert, hat aber im April nach diversen Vorwürfen seinen Rückzug aus der Bundespolitik erklärt. Als Ersatz nominierte die CDU Christina Stumpp, sie gewann das 2021 noch automatisch für den Wahlkreissieg vergebene Direktmandat mit 29,0 %, damit lag sie auf Rang 26 der 33 von 38 Wahlkreisen in Baden-Württemberg die von der CDU gewonnen wurden. 
Es waren 221.775 Personen wahlberechtigt, die Wahlbeteiligung lag bei 79,3 %. Der Wahlkreis wurde von drei MdB repräsentiert.
| Direktkandidat       | Partei       | Erststimmen in % | Zweitstimmen in % |
| -------------------- | ------------ | ---------------- | ----------------- |
| Christina Stumpp     | CDU          | 29,0             | 25,7              |
| Urs Abelein          | SPD          | 22,7             | 21,6              |
| Stephan Seiter       | FDP          | 15,6             | 17,7              |
| Anne Kowatsch        | Grüne        | 15,0             | 15,5              |
| Jürgen Braun         | AfD          | 08,7             | 08,9              |
| Luigi Pantisano      | Die Linke    | 02,6             | 02,9              |
| Brigitte Aldinger    | dieBasis     | 02,4             | 02,0              |
| Volker Walfried Hepp | Freie Wähler | 01,9             | 01,4              |
| Friedrich Häfner     | Die PARTEI   | 01,4             | 00,9              |
| Anna Marie Schorn    | Volt         | 00,4             | 00,3              |
| Kai Steffen Dorra    | DiB          | 00,3             | 00,1              |
| Dieter Böttcher      | MLPD         | 00,1             | 00,0              |

### Bundestagswahl 2017
Zur Bundestagswahl am 24. September 2017 kandidierten die folgenden Direktkandidaten: Über den AfD-Landeslistenplatz 6 zog auch Jürgen Braun in den Bundestag ein.
| Direktkandidat     | Partei    | Erststimmen in % | Zweitstimmen in % |
| ------------------ | --------- | ---------------- | ----------------- |
| Joachim Pfeiffer   | CDU       | 36,8             | 33,0              |
| Sybille Mack       | SPD       | 19,2             | 15,9              |
| Lisa Walter        | FDP       | 13,4             | 16,2              |
| Jürgen Braun       | AfD       | 12,4             | 12,9              |
| Andrea Sieber      | GRÜNE     | 12,2             | 12,2              |
| Reinhard Neudorfer | Die Linke | 04,9             | 05,6              |
| Uwe Olschenka      | ÖDP       | 00,9             | 00,4              |
| Dieter Böttcher    | MLPD      | 00,2             | 00,1              |

### Bundestagswahl 2013
Bei der Bundestagswahl 2013 waren 220.617 Personen wahlberechtigt, die Wahlbeteiligung lag bei 76,2 %. Es ergab sich folgendes Ergebnis:
| Direktkandidat   | Partei                | Erststimmen in % | Zweitstimmen in % | Bundestagswahl 2009 Zweitstimmen in % |
| ---------------- | --------------------- | ---------------- | ----------------- | ------------------------------------- |
| Joachim Pfeiffer | CDU                   | 51,5             | 45,7              | 33,2                                  |
| Alexander Bauer  | SPD                   | 22,9             | 20,1              | 19,4                                  |
| Andrea Sieber    | Bündnis 90/Die Grünen | 10,5             | 10,3              | 14,1                                  |
| Hartfrid Wolff   | FDP                   | 03,7             | 07,8              | 20,7                                  |
| –                | REP                   | 0–               | 00,4              | 00,9                                  |
| Udo Rauhut       | Die Linke.            | 03,7             | 04,5              | 06,5                                  |
| –                | PBC                   | 0–               | 00,4              | 00,6                                  |
| Jürgen Wehner    | NPD                   | 01,3             | 01,1              | 01,1                                  |
| Volker Dyken     | PIRATEN               | 02,2             | 02,1              | 01,8                                  |
| –                | BüSo                  | 0–               | 00,0              | 00,0                                  |
| –                | ödp                   | 0–               | 00,3              | 00,5                                  |
| –                | MLPD                  | 0–               | 00,1              | 00,1                                  |
| Thomas Bezler    | DIE VIOLETTEN         | 00,3             | 0–                | 00,3                                  |
| –                | Tierschutzpartei      | 0–               | 00,8              | 00,6                                  |
| Dieter Bielang   | AfD                   | 03,8             | 05,4              | 0–                                    |
| –                | Volksabstimmung       | 0–               | 00,2              | 00,2                                  |
| –                | BIG                   | 0–               | 00,1              | 0–                                    |
| –                | pro Deutschland       | 0–               | 00,1              | 0–                                    |
| –                | Freie Wähler          | 0–               | 00,3              | 0–                                    |
| –                | Partei der Vernunft   | 0–               | 00,1              | 0–                                    |
| –                | Rentner               | 0–               | 00,4              | 0–                                    |

### Bundestagswahl 2009
Bei der Bundestagswahl 2009 waren 220.220 Personen wahlberechtigt, die Wahlbeteiligung lag bei 74,7 %. Es ergab sich folgendes Ergebnis:
| Direktkandidat         | Partei                | Erststimmen in % | Zweitstimmen in % | Bundestagswahl 2005 Zweitstimmen in % |
| ---------------------- | --------------------- | ---------------- | ----------------- | ------------------------------------- |
| Joachim Pfeiffer       | CDU                   | 43,0             | 33,2              | 38,4                                  |
| Hermann Scheer         | SPD                   | 27,2             | 19,4              | 29,3                                  |
| Daniel Mouratidis      | Bündnis 90/Die Grünen | 09,5             | 14,1              | 11,2                                  |
| Hartfrid Wolff         | FDP                   | 12,2             | 20,7              | 13,7                                  |
| –                      | REP                   | 0–               | 00,9              | 01,2                                  |
| Reinhard Neudorfer     | Die Linke.            | 05,3             | 06,5              | 03,2                                  |
| –                      | PBC                   | 0–               | 00,6              | 00,7                                  |
| Jürgen Wehner          | NPD                   | 01,7             | 01,1              | 00,9                                  |
| –                      | PIRATEN               | 0–               | 01,8              | 0–                                    |
| –                      | BüSo                  | 0–               | 00,0              | 00,1                                  |
| Karl-Heinz Bok         | ödp                   | 00,9             | 00,5              | 0–                                    |
| Angelika Göhner-Feller | MLPD                  | 00,2             | 00,1              | 00,1                                  |
| –                      | DIE VIOLETTEN         | 0–               | 00,3              | 0–                                    |
| –                      | Tierschutzpartei      | 0–               | 00,6              | 0–                                    |
| –                      | Volksabstimmung       | 0–               | 00,2              | 0–                                    |
| –                      | ADM                   | 0–               | 00,1              | 0–                                    |
| –                      | DVU                   | 0–               | 00,1              | 0–                                    |